# ディケーター (イリノイ州)
ディケーター（英: Decatur、発音：/dəˈkeɪtər/）は、アメリカ合衆国イリノイ州の都市。メイコン郡の郡庁所在地である。人口は7万0522人（2020年）。州中央部、サンガモン川とディケーター湖に面している。1823年に設立され、かつて「世界の大豆首都」と呼ばれた。私立のミリキン大学や公立のリッチランド・コミュニティカレッジがある。
ディケーターとメイコン郡の最も著名な住人はエイブラハム・リンカーンである。リンカーンは1830年に家族と共に移り住んだ。彼は21歳だった。
ディケーターは製造業からサービス産業へ転換する中で、経済活動の中心が郊外に移動するスプロール現象が起こり、ダウンタウンが荒廃した。市の人口は1980年の9万4081人をピークに減少傾向にある。

## 歴史
地名は米英戦争の海軍英雄だったスティーヴン・ディケーターに由来している。
ディケーターは歴史保存国民信託と連携してアメリカ合衆国メインストリート・プログラムの会員になってきた。
1866年4月6日、「共和国グランドアーミー」の基地第1号がディケーターに設立された。
フランク・ロイド・ライトが設計し、1911年に建設されたエドワード・P・アービングの家は市内ミリキン・プレース2番にある。さらにロバート・ミュラー住居がミリキン・プレース1番、アドルフ・ミュラー住居がミリキン・プレース4番にあり、ライトの助手だったハーマン・V・フォン・ホルストとマリオン・マホニー・グリフィンの作とされてきた。

### エイブラハム・リンカーン
ディケーターはエイブラハム・リンカーンにとってイリノイ州では最初の住み処となった。リンカーンは1830年に町の西に家族と共に入った。ディケーターでサンガモン川航行の重要性に関して初めて政治的な演説を行い、それがイリノイ州政治指導者達の注意を引いた。リンカーンは第8司法巡回地区の弁護士として度々ディケーターに立ち寄り、メインストリートとメインストリートの交差点（ディケーターでは南北メインストリートと東西メインストリートがあった）に立っている丸太造りの裁判所で5件の事件を扱った。初期の裁判所は現在ノースフォーク道路のメイコン郡歴史博物館に置かれている。ディケーターで人気のあるレストランはリンカーン・スクエア・ラウンジであり、リンカーンが大統領選挙の運動中にディケーターで演説した場所に建てられた。市内にはリンカーンの彫像が5つある。1つはリンカーン・スクエアに、1つは現在の郡裁判所の前に、2つはメイコン郡歴史博物館に、最後の1つはミリキン大学にある。
1860年5月9日と10日、イリノイ州共和党州大会がディケーターで開催された。この大会で初めてリンカーンは「垣根用の欄材を挽く候補者」（The Railsplitter Candidate、リンカーンの渾名になった）として、アメリカ合衆国大統領選挙に出馬するお墨付きを得た。2008年6月6日と7日、リンカーンの生誕200周年を記念して、イリノイ州共和党州大会がディケーター・カンファランスセンター・アンド・ホテルで開催された。

### 価格操作事件
1992年11月初旬、アーチャー・ダニエルズ・ミッドランド会社の上級役員であるマーク・ウィテカーが連邦捜査局（FBI）の捜査員に、ウィテカー自身を含み同社の役員達が競合会社の役員と定期的に会合して、食品添加物であるリシンの価格固定を図ってきたと告白した。
アーチャー・ダニエルズ・ミッドランドを含むリシンの共謀者達は最終的に1億ドル以上について連邦政府の摘発にあった。アーチャー・ダニエルズ・ミッドランドも原告・顧客に対して価格操作の間に搾取した相当分として数億ドルの罰金を払った（果糖コーンシロップ共同訴訟事件だけでも4億ドル）。さらにアーチャー・ダニエルズ・ミッドランドとの価格操作を共謀したアジアやヨーロッパのリシンとクエン酸製造者数社がアメリカ合衆国政府に対して数千ドルの罰金を支払った。アーチャー・ダニエルズ・ミッドランドの副会長を含む数人の役人は連邦刑務所で服役した。
アーチャー・ダニエルズ・ミッドランドとその役員数人の捜査と告発は「アメリカ史の中で最善に実証された企業犯罪」の一つと報告されてきた。この事件を元に書籍『The Informant』（情報提供者）が書かれ、映画(インフォーマント!)も作られた。

### 竜巻の連続
1996年4月18日と19日、ディケーターは竜巻に襲われた。18日にはF1クラスの竜巻が市南部を襲い、その後翌日夕方にF3クラスの竜巻が市北西部を襲った。この2つの竜巻による被害総額は約1,050万ドルに上った。

### ジェシー・ジャクソンの抗議
1999年11月、ジェシー・ジャクソンとレインボー・プッシュ連合が、アイゼンハワー高校アメリカンフットボール試合で酷い喧嘩に巻き込まれたアフリカ系アメリカ人生徒数人の除名と処遇について抗議したときに、ディケーターは全国の注目を浴びた。この生徒達はスタンドで他の生徒を蹴ったり殴ったりしている様子をビデオに撮られていた。アイゼンハワー高校は最近幾つかの全国的事件に対応して、校内での喧嘩に対して「無寛容」ポリシーを新たに採用していた。このポリシーの執行によってスタンドで喧嘩した生徒達の放校に繋がった。その喧嘩を撮影したビデオの質や結果としての放校のために、この話は全国ニュースになった。ジャクソンは逮捕され短期間拘束されたが、告訴は後に取り消された。

### ファイアストン・タイヤ問題
2000年5月、国家道路交通安全局がファイアストンのタイヤを付けたフォード・エクスプローラー、マーキュリー・マウンテニアおよびマツダのナバホのタイヤの故障について、ファイアストン・タイヤに接触した。捜査官はファイアストンのタイヤで15インチの幾つかのモデル（ATX、ATX II、およびウィルダネスAT）で高い故障率があり、特にファイアストンのディケーター工場で作られたものにその傾向があることを見付けた。また他のスポーツ用途多目的車にこのタイヤが装着された場合は通常の事故率まで落ちることも分かった。この工場はタイヤをリコールするよりも訴訟費用を払う道を選んだ。このことはディケーター工場を閉鎖する主要因の一つにもなった。その他の主要因は工場設備や機械の老朽化だった。ファイアストンの役員はいずれにしてもこの工場が近い将来に閉鎖される運命にあって、たまたまタイヤ事故と時を同じくしたと言った。

## 地理
ディケーターは北緯39度51分6秒 西経88度56分39秒 / 北緯39.85167度 西経88.94417度に位置する。シカゴからは南西に車で3時間、セントルイスからは北東に同2時間に位置する。
アメリカ合衆国国勢調査局に拠れば、市域全面積は45.9平方マイル (118.8 km2)、このうち陸地は41.6平方マイル (107.6 km2)、水面は4.3平方マイル (11.2 km2)で水域率は9.42％である。1923年にサンガモン川を堰き止めて造られたディケーター湖を初め湖が幾つかある。

### 地区
ディケーターは幾つかの地区に分けられる。その中には中心街を取り囲む市内部のものも入っており、アメリカ国道36号線の北にある東部のベイカーウッズ、中心街の直ぐ南で湖の対岸、アメリカ国道51号線沿いのサウスショアズがある。サウスホイートランド・タウンシップは湖の南岸にあり、イリノイ州道48号線の西である。サウスモアランドとイーストモアランド地区は市の南東側の湖岸であり、レイクショア・ドライブ沿いにある。ホームパークは市の西側にある。

## 人口動態
以下は2000年国勢調査による人口統計データである。
| 基礎データ - 人口: 81,860人 - 世帯数: 34,086世帯 - 家族数: 21,099家族 - 人口密度: 760.5人/km2（1,969.7人/mi2） - 住居数: 37,239軒 - 住居密度: 346.0軒/km2（896.0軒/mi2） 人種別人口構成 - 白人: 77.59% - アフリカン・アメリカン: 19.47% - ネイティブ・アメリカン: 0.17% - アジア人:0.66% - 太平洋諸島系: 0.02% - その他の人種: 0.43% - 混血: 1.65% - ヒスパニック・ラテン系: 1.19% 年齢別人口構成 - 18歳未満: 24.0% - 18-24歳: 11.1% - 25-44歳: 26.0% - 45-64歳: 22.5% - 65歳以上: 16.4% - 年齢の中央値: 37歳 - 性比（女性100人あたり男性の人口） - 総人口: 87.9 - 18歳以上: 83.9 | 世帯と家族（対世帯数） - 18歳未満の子供がいる: 27.6% - 結婚・同居している夫婦: 44.1% - 未婚・離婚・死別女性が世帯主: 14.1% - 非家族世帯: 38.1% - 単身世帯: 32.7% - 65歳以上の老人1人暮らし: 13.0% - 平均構成人数 - 世帯: 2.30人 - 家族: 2.90人 以下の収入データは2007年の推計である。 収入と家計 - 収入の中央値 - 世帯: 33,111 米ドル - 家族: 42,379米ドル - 性別 - 男性: 36,920米ドル - 女性: 22,359米ドル - 人口1人あたり収入: 19,009米ドル - 貧困線以下 - 対人口: 16.5% - 対家族数: 12.1% - 18歳以下: 25.1% - 65歳以上: 9.0% |

## 政治

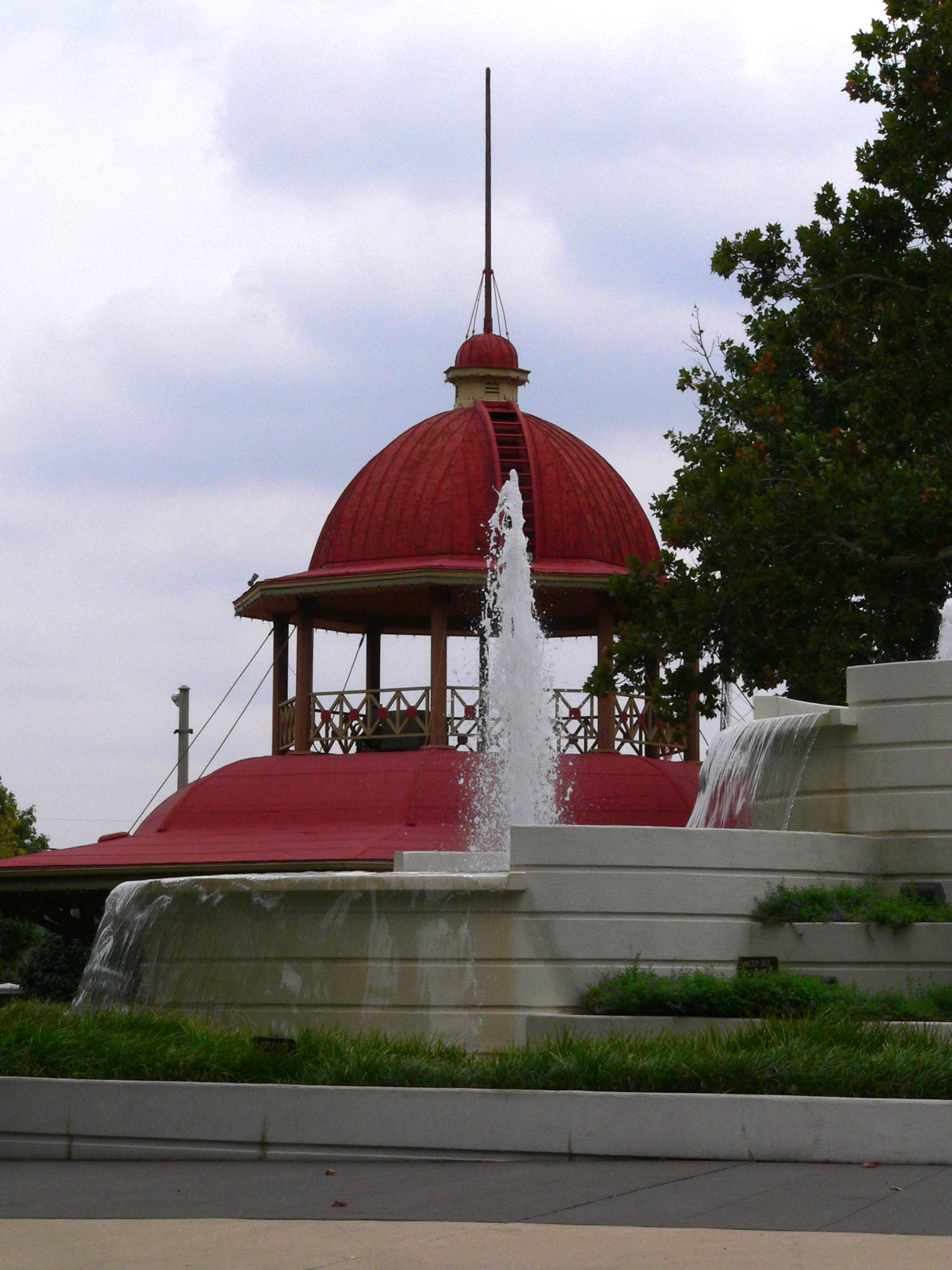
中心街セントラルパークを背景にしたディケーター・トランスファーハウス

市の標語は「ディケーター、我々はここが好きだ」である。古い標語は「プレーリーの誇り」だった。「世界の大豆首都」は非公式だが人気のある渾名である。
ディケーターは1960年に全米都市賞を受賞した。
市の象徴はトランスファーハウスである。これは当所市の大量輸送線が交わる中心部にあった20世紀初期のビクトリア様式建築物である。高規格道路が中心街を通って自動車交通が増えた1963年に破壊の可能性から救うために今の場所に移された。

### 市政府
マイク・マッケルロイ市長は2009年4月に選出されて4年間任期の残る2年間を全うするために5月に公務を始めた。前市長ポール・オズボーンが騒動と指導力危機の1年間を過ごした後に突然辞任したという異常な状況で、市政委員会が選出したマイク・カーリガンが市長を1年間務めていた。
元シティマネジャーのスティーブ・ガーマンは2008年5月2日に辞任し、ポール・オズボーン市長は2008年6月1日に辞任した。

## 治安
スパーリングのベストプレイシズに拠れば、ディケーター市は10段階評価で、窃盗犯罪率7、暴力犯罪率6とどちらも全国平均の3を上回っており、どちらも7になったシカゴのレベルに近い。

## スポーツ
ディケーターは1919年から1920年までシカゴ・ベアーズの最初の本拠地になった。このアメリカンフットボールチームは当時ディケーター・ステーリーズと呼ばれ、ステーリー・フィールドで試合をしたが、このステーリーという名前は地元の食品加工業者の名前を採ったものだった。
1900年から1974年には野球のマイナーリーグチーム、ディケーター・コモドアーズがファンズ・フィールドを本拠地とした。
1999年以降USTAアーシュラ・ベック・プロテニス・クラシックが毎年開催されている。フェアビュー・パーク・テニス複合施設で20カ国以上の男子選手が1万ドルの賞金とATP世界ランキング・ポイントを掛けて競っている。このトーナメントはフェアビュー・パークで10日間連続して行われ、8月第1週の週末に決着が着く。
2007年からはロドニー・T・ミラー・レイクサイド・トライアスロンを開催している。このスプリントと距離を競うトライアスロンは毎年7月第1週の週末に計画されている。
ミッドステート・サッカークラブがディケーターに本拠を置いている。

### ソフトボール
次の男子ソフトボールチームが全国レベルの優勝を遂げてきた。

#### ADM
- 1981年 アマチュア・ソフトボール協会(ASA) チャンピオン
- 1984年 国際ソフトボール会議 (ISC) チャンピオン

#### ディケーター・プライド
- 1994年 アマチュア・ソフトボール協会 チャンピオン
- 1999年 アマチュア・ソフトボール協会 チャンピオン
- 1999年 アマチュア・ソフトボール協会 チャンピオン
- 2000年 国際ソフトボール会議 チャンピオン

## メディア

### 新聞
- 「レラルド・アンド・レビュー」、日刊紙
- 「ディケーター・トリビューン」、週刊紙
- 「ザ・ボイス」、週刊紙
- 「ザ・ディケーチュリアン」、隔週刊紙、ミリキン大学が発行

### 雑誌
- 「ディケーター・マガジン」、隔月刊

### テレビ
- 17チャンネル WAND、NBC系列

### ラジオ
ディケーターで登録されているラジオ局はAM放送で3局、FM放送で10局ある。

## 経済
ディケーターは、キャタピラー社、アーチャー・ダニエルズ・ミッドランド社、ミューラー社およびテイト・アンド・ライル社（元A.E.ステーリー社）のための広大な生産設備を含むその産業と農業加工および生産力で良く知られている。農業加工とエタノールのトップクラス生産者であるアーチャー・ダニエルズ・ミッドランド社の世界本社がディケーターにある。元ファイアストン社の大きな工場は現在、キャタピラー社の倉庫として使われている。
1877年ヘンリー・バカラックがディケーターにその最初の男性用用品店を開いた。2007年までに13の州で34以上の店舗を運営するようになった。バカラックの当初の店名は「チープ・チャーリーズ」だった。

## 教育

### 大学
- ミリキン大学、学生数2,400人、4年制、ジェイムズ・ミリキンが設立、キャンパス面積75エーカー (300,000 m2)、当初は長老派教会に所属していた
- リッチランド・コミュニティカレッジ、学生数3,500人、総合的コミュニティ・カレッジ、2年ごとに開催される全国農業振興ショーの開催地である

### 公立学校
幼稚園児から12年生までの公共教育はディケーター公共教育学区 #61が運営している。高校の運動部はビッグ12カンファランスに参加している。
公立高校は以下の2校がある。
- アイゼンハワー高校、ニックネームはパンサーズ
- マッカーサー高校、ニックネームはジェネラルズ

### 私立学校
- ディケーター・クリスチャン学校
- ディケーター・ルーテル学校協会
- セントレレサ高校
- アワーレディ・オブ・ルルデス学校
- ホリーファミリー・カトリック学校
- セントパトリックス学校
- ノースウェスト・クリスチャン・キャンパス

## 公園
メイコン郡の公園施設としては、ディケーター湖、リンカーントレイル・ホームステッド州立記念公園、ロックスプリングス自然保護地域、フォートダニエル自然保護地域、サンドクリーク・リクレーション地域、グリスウォルド自然保護地域、フレンズクリーク地域公園、およびスピトラーウッズ州立自然地域がある。国内の他の都市と比較して1人当たりの公園面積が多かったので、かつては「アメリカ合衆国の公園都市」と渾名されていた。

## 交通
ディケーター空港からセントルイス・ランバート国際空港まで日に3往復、定期便が運行されている。この空港施設はジョン・F・ケネディとロナルド・レーガン各大統領やダン・クエール副大統領、ソビエト連邦の指導者ミハイル・ゴルバチョフ（アーチャー・ダニエルズ・ミッドランド社の元CEOで長い友好関係のあったドウェイン・アンドレアスの招きで）のような著名な人物に利用された。
州間高速道路72号線、アメリカ国道51号線、同36号線、イリノイ州道48号線、同105号線および同121号線がこの地域を結ぶ高規格道路である。
中心街や大学のキャンパス地域にはトロリーバスが運行されている。
ディケーターは一級鉄道のジャンクションとしての役割もあり、現在ノーフォーク・サザン鉄道、CSXトランスポーテーション、カナディアン・ナショナル鉄道が通っているが、全て貨物専業鉄道である。かつて旅客営業もされていたが、1980年代初頭にディケーター駅が廃止された。

## 関係者
- スティーヴン・アンブローズ（1936年–2002年）— 著作家、歴史家、大統領伝記作者
- ウォルター・"ブーム・ブーム"・ベック（1904年–1987年）— 元メジャーリーグベースボール(MLB)選手
- チャールズ・E・ボールズ — 有名な西部無法者 "ブラック・バート" — 元ディケーター住人
- ラトヤ・ボンド（1984年–）— プロ・バスケットボール(WNBA)選手[18][19]、1984年ディケーター生まれ
- ジェニー・ルー・カーソン（1915年–1978年）— バージニアのルシル・オーバーステイク生まれ、カントリー・シンガー、ソングライター、ジュディ・マーティンの姉妹
- ジューン・クリスティ（1925年–1990年）— 1950年代に人気のあったジャズ歌手
- ウィリアム・H・クローシア（1903年–1996年）— 撮影監督
- ローレン・コールマン（1947年 -）、著作家、 未知動物学者、ラジオとテレビのパーソナリティ、生後3ヶ月でディケーターに移転し1947年-1971年に住んだ
- デイル・コネリー — ミネソタ公共ラジオの HDラジオと、インターネット放送ラジオ・ハートランドのホスト
- ブライアン・カルバートソン — ジャズミュージシャン
- トッド・デイ — 元NBA選手 — ディケーター生まれ
- ジョン・ドー — ロサンゼルスのパンクバンド"X"設立者
- チャック・ドレッセン（1898年–1966年）— 元MLB選手、監督およびコーチ
- スティーブ・フェアチャイルド — アメリカンフットボールのヘッドコーチ、コロラド州立大学
- チャールズ・J・ギブンス（1941年–1998年）— 財政学の講師、著作家
- チャド・グレイ オールターナティブ・メタルバンド"マッドヴェイン"のボーカル、子供時代の大半をディケーターで過ごした
- スティーブ・ハンター — ギター奏者（ミッチ・ライダー、ルー・リード、アリス・クーパー、ピーター・ガブリエル等と共演）
- ルーク・ハンランゴディ; 大学バスケットボール選手、ノートルダム・ファイティングアイリッシュ、; ディケーター生まれ
- ジェフ・イニス — 元MLB投手
- アリソン・クラウス — ブルーグラス・アーティスト、1971年ディケーター生まれ
- ハーマン・リーブ — 南北戦争の士官、"アフリカ人旅団"指揮官
- ジェイムズ・W・ローウェン — 著作家、歴史家、社会学教授
- ビル・マドロック — 元MLB選手
- ナン・マーティン — 映画とテレビの女優
- スティーブン・メイソン — ギター奏者、ジャーズ・オブ・クレイの一員 — イリノイ州ジョリエット生まれ[20]、ディケーターに移転し、ウォーレンズバーグ・ラザム学校に3年生から入った[21]
- リチャード・ジェイムズ・オグルスビー（1824年–1899年）— イリノイ州選出アメリカ合衆国上院議員、イリノイ州知事
- リチャード・ペック — 児童文学作家、2001年ニューベリー賞受賞— 1934年ディケーター生まれ
- アイザック・C・ピュー — 南北戦争で北軍の将軍
- ブーツ・ランドルフ — ジャズ・サックス奏者、"Yakety Sax"作曲者
- ケビン・ロバーソン — 元MLB選手
- ブライアン・ロス — ABCニュースの事件記者
- デル・アンサー — 元MLB選手
- Vシェイプ・マインド — ヘビーポップバンド、ユニバーサルレコードでアルバム制作、マッドヴェインとツアーを行った

## 文化

### 図書館
ディケーター公共図書館は当初アンドリュー・カーネギーの認可で1902年に建設され1903年に公開された。この建物は1970年に中心街のノース通りに新しい建物が建設されて移転されるまで機能し続けた。1999年に図書館はフランクリン通りの現在の場所に移転した。この図書館はローリング・プレーリー図書館システムの一部になっている。

### ディケーター祭
ディケーター祭はイリノイ州でも最大のフリーなストリートフェスティバルである。毎年15万人以上の観客が訪れ、数多いライブバンドや家族連れに飲食物を売ったり面白い活動をしたりする屋台を楽しめる。過去数年間、スポンサーとしてディケーター記念病院の新たにされた支援があった。祭の大半は無料なので支援者や組織者には予算が大きな関心事だった。

## 大衆文化の中のディケーター

### 音楽
- 『ディケーター、あなたの義母への拍手喝采！』はスフィアン・スティーヴンスのアルバム「イリノイ」に収められた歌である。この歌にはキャタピラー社の工場、グリーンウッド墓地、エイブラハム・リンカーンへの強い歴史的結びつきおよびサンガモン川（サング・ア・マンと発音される）などディケーターに関係のある幾つかの場所や出来事が出てくる。カナダのフォーク界で象徴的存在のウィリー・P・ベネットが『ディケーター』という題の曲を書き、ライブで演奏したが、録音はしなかった。

### 映画
- 2009年の映画インフォーマント!はアーチャー・ダニエルズ・ミッドランドのリシン・スキャンダルを扱ったものである。スティーヴン・ソダーバーグが監督し、 情報提供者ウィテカーの役をマット・デイモンが演じた。[22]
- 1971年の映画黒いジャガーでは、アンドロッチ中尉がシャフトに、町にやってくるマフィアの大物はディケーター出身だと告げる
- 映画Bachelor Partyでは、トム・ハンクスがディケーター出身だと囁く
- 1993年の映画ハネムーンは命がけでは、終幕のシーンでナンシー・トラヴィス演ずるハリエットの背後にディケーターを含むイリノイ州の地図が表示される
- 1972年の映画The Goobでは、ジョン・スティーブンスがその犬を積むためにディケーターまでドライブする
- 1948年、ジミー・スチュワートの映画en:Call Northside 777では、ディケーターに向かう登場人物について言及している

### テレビ
- コメディ・セントラルのテレビショーザ・コルベア・リポートでは、スティーヴン・コルベアがその"Better Know a District"の中でディケーターとそのスローガン「我々はここが好きだ」に言及した
- サタデー・ナイト・ライブでは、アイゼンハワー高校のアフリカ系アメリカ人生徒7人の暴発がパロディ化された。ジェシー・ジャクソンが「人種差別行動だ」と抗議したことに基づいていた
- メインストリートにあるリンカーン・スクエア劇場では最近、トラベル・チャンネルの"アメリカで最も恐ろしい場所"を登場させた

## ディケーターでの発明
- スパイラル・スクリュードライバー ディケーター・コフィン社の初期螺旋式ねじ回し
- フォトタイマー ロバート・ファリーの空圧式セルフタイマー
- ロバート・モンゴメリーが発明したハエたたき、1900年頃から特許を保有した
- レーダー・ガン ディケーター・エレクトロニクスのブライス・K・ブラウンが発明した法的拘束力のあるレーダー
- 1923年4月24日、アメリカ合衆国特許番号1452956がディケーターのアーサー・W・キャッシュに与えられた。キャッシュはこの特許をディケーターのハイ・フライア・マニュファクチュアリング社社主ハーベイ・A・セラーズに使用許諾した。この特許は1920年代から1960年代まで子供用カイト市場を席巻した安価なカイトの設計に関するものだった。

## 姉妹都市
ディケーターは2つの都市と姉妹都市を結んでいる。
- - 日本、埼玉県所沢市
- - ドイツ、ニーダーザクセン州、ゼーフェタル